# Cova de Gomereta - Sa Quintana
La cova de Gomereta - Sa Quintana o cova de Gomereta - Ses Cases és una cova artificial prehistòrica situada a la tanca anomenada Sa Quintada, al costat de les Cases de la possessió de Gomereta del municipi de Llucmajor, Mallorca.
És una cova que presenta un accés complicat perquè hi ha abocat molta pedra petita. A l'interior, que té una altura d'uns 3 m, s'ha aixecat una paret seca d'1 m d'alçària que recorre tota la cova en sentit transversal. La resta es presenta espaiat i net.